# Жалгыз-Орюк
Жалгыз-Орюк (кирг. Жалгыз-Өрүк) — село в Джети-Огузском районе Иссык-Кульской области Кыргызстана. Входит в состав Кызыл-Сууский аильного округа. Код СОАТЕ — 41702 210 845 02 0.

## Население
По данным переписи 2009 года, в селе проживало 1249 человек.